# Astatotilapia stappersii
Astatotilapia stappersii è una specie di ciclidi haplochromini. L'esemplare adulto misura circa 15 cm (lunghezza totale).
È erroneamente inserita due volte nella Lista rossa IUCN, sia con il proprio nome originario di Haplochromis stappersii, sia scambiata per un sinonimo del Nothobranchius taeniopygus. Tuttavia non si tratta affatto di una specie simile né correlata a questa, se non per essere entrambi una specie di Acanthopterygii dell'Africa Orientale. FishBase classifica questa specie nel genere Astatotilapia, e così fa questa voce. Tuttavia, considerate le persistenti difficoltà nel delimitare i generi Astatotilapia e Haplochromis, questa scelta non è necessariamente corretta.
A. stappersii si può trovare in Burundi, nella Repubblica Democratica del Congo, in Tanzania, e nello Zambia. Risiede nel bacino idrografico del Lago Tanganica, tranne per quanto riguarda la regione del fiume Malagarasi. Il suo habitat naturale è dato da fiumi a corso lento, paludi, piccoli laghi di acqua dolce, e delta fluviali dell'entroterra. Si nutre principalmente di larve acquatiche di insetti.
La diffusione di questa specie potrebbe essere negativamente influenzata dalla distruzione dell'habitat e dall'inquinamento dell'acqua, e poiché la specie è di importanza commerciale a livello locale come cibo, una simile riduzione potrebbe portare a sovrapesca. In generale, tuttavia, è attualmente comune e largamente diffuso, e non è considerato specie a rischio dallo IUCN.